# Saint-Jans-Cappel
Saint-Jans-Cappel település Franciaországban, Nord megyében. Lakosainak száma 1609 fő (2022. január 1.). Saint-Jans-Cappel Boeschepe, Bailleul, Berthen és Méteren községekkel határos.

## Népesség
A település népessége az elmúlt években az alábbi módon változott:
| Lakosok száma | 1713 | 1723 | 1780 | 1722 | 1714 | 1706 | 1675 | 1642 | 1609 |
|               | 2013 | 2015 | 2016 | 2017 | 2018 | 2019 | 2020 | 2021 | 2022 |